# Крайні точки Сан-Марино
Нижче наведено список крайніх точок Сан-Марино: точок, які є найвіддаленішими від центру на північ, південь, схід або захід країни.

## Широта і довгота
- Північ: Фальчано (43°59′ пн. ш. 12°30′ сх. д. / 43.983° пн. ш. 12.500° сх. д.)
- Південь: Сельва, південь Фйорентіно (43°53′45″ пн. ш. 12°27′20″ сх. д. / 43.89583° пн. ш. 12.45556° сх. д.)
- Захід: Гвальдіччіоло, поблизу міста Аккуавіва (43°56′55″ пн. ш. 12°24′30″ сх. д. / 43.94861° пн. ш. 12.40833° сх. д.)
- Схід: Перехрестя доріг Страда дель Марано (Strada del Marano) та Страда дель Фосса (Strada del Fossa), в муніципалітеті Фаетано (43°56′30″ пн. ш. 12°31′00″ сх. д. / 43.94167° пн. ш. 12.51667° сх. д.)

## Висота
- Найвища точка: Монте-Титано, 749 м (43°55′42″ пн. ш. 12°27′8″ сх. д. / 43.92833° пн. ш. 12.45222° сх. д.)
- Найнижча точка: Ауса, 55 м